# Еленовский (посёлок)
Еленовский (тат. Еленовский) — посёлок в Агрызском районе Республики Татарстан России. Входит в состав Крындинского сельского поселения.

## История
Основан в 1910-х годах, изначально назывался Константино-Еленовск и входил до 1920 года в состав Мушаковской волости Елабужского уезда Вятской губернии. С 1927 года — в составе Агрызского района Татарстана.

## География
Посёлок находится в северо-восточной части Татарстана, на расстоянии 44 км по автодорогам к югу от города Агрыз и в 6 км по автодорогам к северо-востоку от центра поселения.

### Часовой пояс
Посёлок Еленовский, как и весь Татарстан, находится в часовой зоне МСК (московское время). Смещение применяемого времени относительно UTC составляет +3:00.

## Население
| 1920 | 1926 | 1938 | 1958 | 1970 | 1979 | 1989 | 2002 | 2010 |
| ---- | ---- | ---- | ---- | ---- | ---- | ---- | ---- | ---- |
| 85   | 61   | 89   | 66   | 46   | 66   | 24   | 27   | 23   |

Национальный состав
Согласно результатам переписи 2002 года, в национальной структуре населения русские составили 70 %, татары — 26 %.

## Инфраструктура
Объекты инфраструктуры в посёлке отсутствуют.

## Улицы
В посёлке единственная улица — Красная.